# Das ist Stern schnuppe
Das ist Stern schnuppe war eine ARD-Vorabendserie, die erstmals im Februar 1965 im Regionalprogramm des Saarländischen Rundfunks ausgestrahlt wurde. Die Folgen liefen dienstags und donnerstags jeweils um 18.25 Uhr. Produziert wurde die in Schwarz-Weiß gedrehte Serie von der Telefilm Saar G.m.b.H.

## Handlung
Herr Stern erhält eine Anstellung bei der Auskunftei Super. Sein erster Auftrag, den er von der Inhaberin Frau Demut erhält: die Wiederbeschaffung von verschwundenen Trafoblechen im Werk der Vereinigten Metallunion. Zwar macht sich Stern voller Eifer an die Arbeit, doch stolpert er dabei jedes Mal über andere Kriminalfälle, die er am Ende einer Folge erfolgreich aufklären kann. Auf die Frage von Konzernchef Reymer, was denn nun mit seinen Blechen sei, antwortet Stern regelmäßig: „Die habe ich wieder vergessen, aber morgen ist ja auch noch ein Tag.“

## Sonstiges
Die Serie mischte Komödiantisches mit Kriminalistischem und leistete somit Pionierarbeit in diesem Genre. Herr Stern agierte in vorweggenommener Columbo-Manier: naiv wirkend, unscheinbar, aber hochintelligent. Und auch Herrn Stern hatte man offenbar keinen Vornamen zugedacht.
Die einzelnen Folgen trugen bei der Erstausstrahlung keine Titel, erst als die Serie auch von anderen Regionalsendern gezeigt wurde, wurden die Folgen um Titel ergänzt.
Frank Strecker, in späteren Jahren ein Regisseur und Schauspieler, hatte in den Folgen 4–7 die Regieassistenz inne und wirkte in der Folge Tankstelle mit.
In der letzten Folge Entführte Venus wird in der Besetzungsliste Elke Herrmann aufgeführt. Es handelt sich dabei um die spätere Tagesthemen-Moderatorin Elke Herrmann, die ab 1962 als Sprecherin beim Saarländischen Rundfunk tätig war und ursprünglich Schauspielerin werden wollte. Sie spielt in weiteren zwei Folgen mit.
Gedreht wurde die Serie 1964 in und um Saarbrücken, eine Folge spielt in Frankreich.

## Episodenliste
| Folge | Erstausstrahlung | Titel           | Gastschauspieler (Auswahl)               |
| 1     | 2. Februar 1965  | Rummelplatz     | Gertrud Roll                             |
| 2     | 4. Februar 1965  | Falschgeld      | Peter Böhlke                             |
| 3     | 9. Februar 1965  | Brandstiftung   | Gerda Maria Klein, Günther Stutz         |
| 4     | 11. Februar 1965 | Autodiebstahl   | Sepp Wäsche                              |
| 5     | 16. Februar 1965 | Tankstelle      | Robert Naegele, Frank Strecker           |
| 6     | 18. Februar 1965 | Orientteppiche  | Hans Timerding, Walter Feuchtenberg      |
| 7     | 23. Februar 1965 | Entführte Venus | Elke Herrmann, Erich Herr, Ernst Kösling |

## Kritiken
Die Krimihomepage bezeichnet die Folgen als witzig und spannend zugleich und findet die Idee, dass der Detektiv immer die „falschen“ Fälle aufklärt, anstatt an dem eigentlichen Auftrag zu arbeiten, originell.